# Klinkerová obšívka

Porovnání klinkerové a karvelové obšívky

Klinkerová obšívka je dřevěné obložení boku lodí, kdy jsou na žebra lodi pomocí dřevěných kolíků nebo kovových hřebů připevňována prkna.
Zhotovovala se tak, že jednotlivé plaňky se připevňovaly na žebra postupně směrem od kýlu k palubě s přesahem tak, že následující plaňka svým krajem přesahovala horní okraj předchozí plaňky a díky tomu pak vnější strana trupu byla zubatá. Tato konstrukce se vyznačuje výjimečnou pružností, velmi dobrou stabilitou, výrobní jednoduchostí. Zásadní nevýhody spočívají ve vyšší propustnosti, pokud se nepoužije penetrace (např. asfalt, pryskyřice), do lodi teče a loď se po delší odstávce musí nechat „zatáhnout“. Typicky se tento způsob obšívky používal pro drakkary, knarry, longshipy, kogy, karaky, menší karavely a různé rybářské lodě.